# Bucketheadland Blueprints
Bucketheadland Blueprints är ett demoalbum av Buckethead, som innehåller material tänkt för hans debutalbum Bucketheadland (1992).

## Låtlista
1. "Blueprints Theme"   2:24
2. "Giant Robot vs. Cleopat"   6:46
3. "Wonka in Slaughter Zone"   1:55
4. "Gorey Head Stump & Nosin'"   1:24
5. "Computer Master"   1:34
6. "Chicken for Lunch"   1:30
7. "Sterling Scapula"   1:35
8. "Seaside"   2:51
9. "Let's Go to Wally World"   4:36
10. "Robot Flight"   2:20
11. "Earthling Fools"   2:27
12. "Guts & Eyeballs"   0:57
13. "Haunted Farm"   3:11
14. "The Rack & Alice in Slaughterland"   2:34
15. "Skids Looking Where"   3:12
16. "Buddy on a Slab & Funeral Time"   2:09
17. "Decapitation"   4:18
18. "Virtual Reality" (2nd Version) 1:24
19. "Giant Robot Finale"   0:41
20. "Robotic Chickens"   1:54
21. "Intro to Bucketheadland" (Theme) 4:26
22. "Swamp Boy Square Dance"   5:04
23. "Pirate's Life for Me"   1:01

61:22